# Факел Соціалізма
Фа́кел Соціалі́зма (рос. Факел Социализма) — селище у складі Поспєлихинського району Алтайського краю, Росія. Адміністративний центр Червоноалтайської сільської ради.

## Населення
Населення — 564 особи (2010; 617 у 2002).
Національний склад (станом на 2002 рік):
- росіяни — 95 %